# Gang (scheepsbouw)

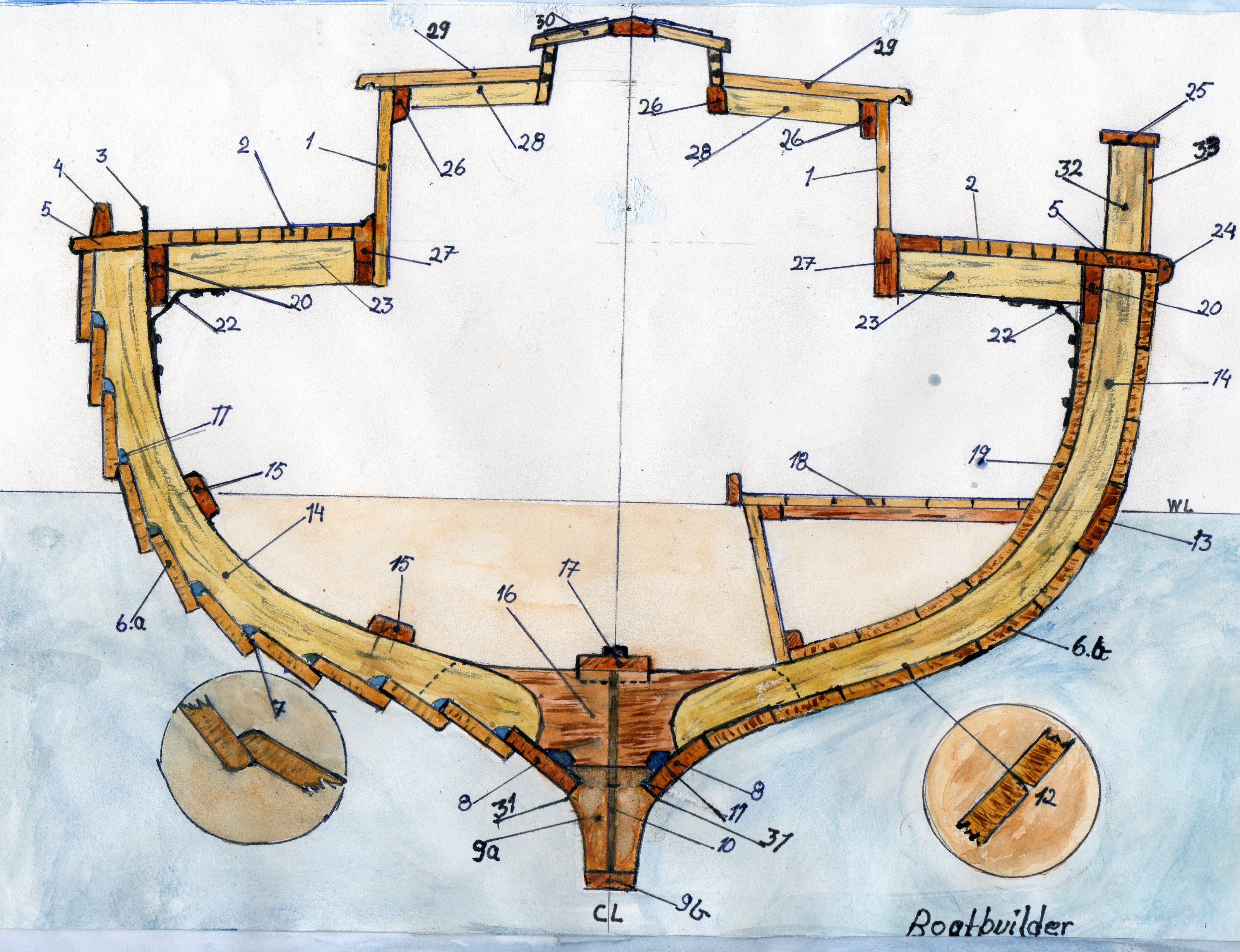
De gangen zijn gemerkt met 6a (overnaads) en 6b (karveel), 5 is het potdeksel, 15 de wegering en 24 het berghout.

Onder een gang in de scheepsbouw wordt verstaan:
- bij houten schepen: een langsscheepse reeks opvolging van planken;
- bij stalen schepen: de langsscheepse opvolging van dek- en huidplaten;

waarmee de buitenhuid en het dek van de romp van een schip wordt gebouwd.
De gangen worden bevestigd op de spanten van een schip en vormen samen met de kiel en de wegeringen de belangrijkste langsscheepse constructie.
Bijzondere gangen zijn:
- de kim;
- het berghout;
- het potdeksel;
- het boeisel.

De kimmen en het berghout zijn van dikkere planken of platen gemaakt, omdat daar in het gebruik de meeste slijtage optreedt.
De gangen worden bijeen gehouden door de bevestiging aan de spanten en kunnen daardoor niet onderling verschuiven. Bij oude Vikingschepen werden de overlappende gangen aan elkaar genaaid. Bij houten schepen is de constructie nooit waterdicht en moet de naad tussen de gangen worden gebreeuwd of gekalefaterd (ander woord voor gebreeuwd).